# Гошабулак
Гошабулак (азерб. Gosabulak) — село в Кедабекском районе Азербайджана.

## География
Село расположено в северной части  Кедабекского района. Окружено горами и лесами. Богато  фруктами, дикими зверями.

## Население
Основные жители селения — азербайджанцы.
Численность населения — 1347 человек на 1 января 2015.

## Экономика
В советское время в селе было развито сельское хозяйство, в основном выращивание картофеля, собирание шишки. В XXI веке экономическая деятельность населения — это земледелие и фермерство.

## Достопримечательности
В селе есть два больших родника, снабжающих водой не только само селение, но и несколько ближайших населённых пунктов.